# Syndrom Verdun
Syndrom Verdun − termin używany w paleobiologii na określenie pierwszej fazy wyścigu zbrojeń wśród tkankowców w epoce wczesnego kambru. Ofiary pierwszych drapieżników musiały wybrać między ukrywaniem się w osadzie a wytworzeniem pancerza. Jednym z efektów tego było pojawienie się w zapisie kopalnym tzw. "Wielkiego Wybuchu Życia" (Eksplozja kambryjska). Termin „syndrom Verdun” został użyty po raz pierwszy w roku 2005 przez Jerzego Dzika w artykule w periodyku Paleobiology. Dalszym rozwinięciem tej koncepcji była praca z roku 2007 The Verdun Syndrome: simultaneous origin of protective armor and infaunal shelters at the Precambrian-Cambrian transition.
Profesor Dzik na temat nazwy:
'"Nazwałem to syndromem Verdun. Tam żołnierze chronili się przed atakami albo w głębokich okopach, albo za stalowym pancerzem. Podobną strategię przyjęła ewolucja 550 mln lat temu".